# Slaget om Leyte Gulf
 For alternative betydninger, se Slaget om Leyte. (Se også artikler, som begynder med Slaget om Leyte)
Slaget om Leyte Gulf anses i almindelighed for at være det største søslag under 2. Verdenskrig og et af de største søslag i historien.
Det blev udkæmpet i farvandene omkring de filippinske øer Leyte, Samar og Luzon mellem den 23. og 26. oktober 1944 mellem de Vestallierede og Kejserriget Japans fly- og flådestyrker. Den 20. oktober invaderede amerikanske soldater Leyte for at isolere Japan fra de lande, det havde besat i Sydøstasien og især afskære dets militær og industri fra vitale olieforsyninger. Den japanske flåde indsatte næsten alle sine større enheder i et forsøg på at afværge den allierede invasion, men blev slået tilbage af den amerikanske stillehavsflådes 3. og 7. flåde. Den japanske flåde nåede ikke sit mål; den led store tab og kunne ikke gå i kamp med tilsvarende styrke. Hovedparten af de store skibe, som ikke kunne få brændstof, blev i havn i resten af Stillehavskrigen.
Slaget om Leyte Gulf omfattede fire store søslag: Slaget i Sibuyanhavet, Slaget i Surigaostrædet, slaget ved Kap Engano og Slaget ved Samar foruden mindre træfninger.
Slaget om Leyte Gulf var også det første slag, hvori japanske fly gennemførte organiserede kamikaze-angreb. I dette slag havde japanerne færre fly end de allierede havde skibe: en klar demonstration af styrkeforholdet mellem de to parter.

## Baggrund
Felttogene mellem august 1942 og begyndelsen af 1944 havde fordrevet de japanske styrker fra mange af deres baser på øerne i det sydlige og centrale Stillehav, mens andre baser var blevet isoleret (fortrinsvis Solomonøerne, Bismarckarkipelaget, Admiralitetsøerne, Ny Guinea, Marshall øerne og Wake), og i juni 1944 havde en række amerikanske amfibielandsætninger støttet af hangarskibe erobret de fleste af Marianerne (ved forbigåelse af Rota). Det gennembrød Japans strategiske indre forsvarsring og gav amerikanerne en base, hvorfra langtrækkende B-29 bombefly kunne angribe de japanske hovedøer. Japanerne gik til modangreb i Slaget i det Filippinske hav. Den amerikanske flåde sænkede tre japanske hangarskibe og beskadigede andre skibe og nedskød omkring 600 japanske fly. Det betød, at den japanske flåde stort set hverken havde fly tilbage på hangarskibene eller piloter med erfaring til at flyve dem.
Admiral Ernest J. King og andre medlemmer af Joint Chiefs of Staff foretrak nu en blokade af de japanske styrker på Filippinerne og et angreb på Formosa for at give amerikanerne og australierne kontrol over søvejene mellem Japan og Sydasien. General Douglas MacArthur gik ind for en invasion af Filippinerne, som også lå på forsyningslinjerne til Japan. At efterlade Filippinerne på japanske hænder ville være et slag mod amerikansk prestige og MacArthur personligt, da han i 1942 havde udtalt de berømte ord: "I shall return". De betydelige luftstyrker, som japanerne havde samlet på Filippinerne, anså mange højtstående officerer uden for Joint Chiefs of Staff det for farligt at omgå, heriblandt den øverstkommanderende i Stillehavet admiral Chester Nimitz. Nimitz og MacArthur havde haft modsatrettede planer, idet Nimitz oprindeligt fokuserede på en invasion af Formosa, da det også kunne afskære forsyningslinjen til Sydøstasien. Formosa kunne også fungere som base for invasion af det kinesiske fastland, hvilket MacArthur mente var unødvendigt. Et møde mellem MacArthur, Nimitz og præsident Roosevelt bidrog til at afgøre, at Filippinerne var et strategisk mål, men havde mindre betydning ved afgørelsen om at invadere Filippinerne, end det til tider hævdes. Nimitz skiftede til sidst holdning og gik ind på MacArthurs plan.
Der blev også regnet med, at en invasion af Formosa ville kræve omkring 12 amerikanske divisioner, og det var større landstyrker, end amerikanerne kunne mønstre i hele Stillehavet på det tidspunkt. Hele den australske hær var indsat på Solomonøerne, Ny Guinea, Hollandsk Ostindien og på forskellige andre Stillehavsøer.
Den måske mest afgørende indvending mod admiral King og andres Formosa-Kina plan var, at invasionen af Formosa ville kræve langt større landstyrker, end der stod til rådighed i Stillehavet i slutningen af 1944, og ville først have været gennemførlig, efter at sejren over Tyskland havde frigjort de nødvendige tropper.
Det blev til sidst besluttet, at MacArthur skulle invadere øen Leyte i den centrale del af Filippinerne. Amfibiestyrkerne og nærstøtte fra flåden ville blive leveret af 7. flåde under kommando af viceadmiral Thomas C. Kinkaid. Den 7. flåde bestod nu af enheder fra den amerikanske flåde, australske enheder, heriblandt de svære krydsere HMAS Shropshire og HMAS Australia samt destroyeren HMAS Arunta. Hertil kom muligvis nogle få skibe fra New Zealand og Holland.
Den 3. flåde under kommando af admiral William F. Halsey, Jr. med Task Force 38 (styrken af hurtige hangarskibe under kommando af viceadmiral Marc Mitscher) som sin vigtigste enhed, skulle yde fjerndækning og støtte invasionen.
En alvorlig og grundlæggende fejl ved denne plan var, der ikke var en overordnet amerikansk leder af flådestyrkerne. Det og kommunikationsfejl førte til en krise, som nær var blevet til en strategisk katastrofe for de amerikanske styrker. (Fuller 1956, Morison 1956). Ved et tilfælde opererede den japanske plan med tre adskilte flåder, og heller ikke her var der en overordnet leder.
De amerikanske muligheder stod også klart for den japanske flåde. Flådechefen Soemu Toyoda udarbejdede fire "sejrsplaner": Shō-Gō 1 (japansk: 捷１号作戦 Shō ichigō sakusen) var en stor flådeoperation ved Filippinerne, mens Shō-Gō 2, Shō-Gō 3 og Shō-Gō 4 var reaktioner på angreb mod henholdsvis Formosa, Ryukyu og Kurilerne. Planerne drejede sig om komplekse, offensive operationer, som satte næsten alle til rådighed stående enheder ind i et afgørende slag, og derfor stort set udtømte Japans beskedne oliereserver.
Den 12. oktober 1944 indledte den 3. amerikanske flåde under admiral Halsey en række angreb fra hangarskibe på Formosa og Ryukuo for at sikre, at fly, som var baseret der, ikke kunne gribe ind overfor landgangen på Leyte. Den japanske overkommando igangsatte derfor Shō-Gō 2 og sendte bølger af fly til angreb mod 3. flådes hangarskibe. I et langvarigt udmattelsesslag blev japanerne slået tilbage og mistede 600 fly på tre dage, næsten hele deres flystyrke i området. Efter den amerikanske invasion i Filippinerne skiftede den japanske flåde over til Shō-Gō 1.
Ifølge Shō-Gō 1 skulle viceadmiral Jisaburō Ozawa's skibe, Den nordlige styrke, lokke hovedparten af den amerikanske dækningsstyrke væk fra Leyte. Den nordlige styrke ville blive centreret omkring adskillige hangarskibe, men de havde kun få fly eller trænede flybesætninger. Hangarskibene skulle være madding. Når den amerikanske dækningsstyrke var lokket væk, ville to andre overfladestyrker rykke frem mod Leyte vestfra. Den sydlige styrke under admiralerne Nishimura og Shima skulle støde frem mod landgangsområdet gennem Surigao-strædet. Den centrale styrke under admiral Kurita, som var langt den stærkeste af de angribende styrker, skulle passere gennem San Bernardino strædet ud i det Filippinske hav, dreje sydpå og så også angribe landgangsområdet.
Det var sandsynligt, at denne plan ville resultere i ødelæggelsen af en eller flere af angrebsstyrkerne, men senere forklarede Toyoda dette til sine amerikanske udspørgere:
| Citat                                                                                     | Hvis vi led nederlag i operationerne ved Filippinerne, selv om flåden forblev uskadt, ville sejlruterne sydpå være fuldstændigt afskåret, så flåden, hvis den nåede tilbage til japanske farvande, ikke ville kunne få brændstof. Hvis den blev i farvandene mod syd, ville den ikke kunne få forsyninger af ammunition og våben. Det gav ingen mening at redde flåden til gengæld for at miste Filippinerne. | Citat |
| United States Strategic Bombing Survey (Pacific) - 'Interrogations of Japanese Officials' | |       |

## Ubådsangrebet i Palawan Passagen (23. oktober)
Da den forlod sin base i Brunei bestod Kuritas stærke "Centrale styrke" af fem slagskibe:
Yamato, Musashi, Nagato, Kongō og Haruna, ti svære krydsere: Atago, Maya, Takao, Chōkai, Myōkō, Haguro, Kumano, Suzuya, Tone og Chikuma, to lette krydsere: Noshiro og Yahagi samt femten destroyere.
Kuritas skibe passerede Palawan øen omkring midnat mellem den 22. og 23. oktober. De amerikanske ubåde Darter og Dace var i stilling i nærheden. Klokken 0.16 den 23. oktober pejlede Darter's radar den japanske styrke på en afstand af 30.000 yards (27½ km). Kaptajnen fik straks visuel kontakt. De to ubåde indledte hurtigt forfølgelsen af skibene, mens Darter afsendte den første af tre kontaktrapporter over radioen. Mindst en af dem blev opsnappet af en radiooperatør på Yamato, men Kurita undlod at tage de nødvendige forholdsregler mod ubåde.
Darter og Dace, som sejlede i fuld fart på overfladen, nåede efter flere timer frem foran Kuritas styrke med henblik på at foretage et undervandsangreb ved daggry.
Dette angreb var usædvanligt vellykket. Klokken 5.24 affyrede Darter seks torpedoer, hvoraf mindst fire ramte Kuritas flagskib, den tunge krydser Atago. Ti minutter senere fik Darter to træffere på Atago's søsterskib Takao med en ny salve torpedoer. Klokken 5.56 fik Dace fire træffere på den tunge krydser Maya (søsterskib til Atago og Takao).
Atago og Maya sank hurtigt. Takao vendte tilbage til Brunei eskorteret af to destroyere — og blev fulgt af de to ubåde. Den 24. oktober, mens ubådene fortsat skyggede den beskadigede krydser, stødte Darter på grund på Bombay Shoal. Alle bestræbelser på at få skibet af grunden slog fejl, og skibet blev opgivet. Hele besætningen blev reddet af Dace.
Takao vendte tilbage til Singapore, hvor den blev resten af krigen.
Atago sank så hurtigt, at Kurita måtte svømme for at overleve. Han blev reddet af en af de japanske destroyere, og han skiftede derefter over til slagskibet Yamato.

## Slaget i Sibuyanhavet (24. oktober)
Omkring kl. 8.00 den 24. oktober blev Den centrale styrke observeret og angrebet ved indsejling til Sibuyanhavet af VF-20 eskadrillens Hellcat jagerfly, VB-20 eskadrillens Helldiver bombefly, og VT-20 eskadrillens Avenger torpedofly fra USS Enterprise i Halseys 3. flåde. Trods sine store styrke var 3. flåde ikke velplaceret til at håndtere truslen. Den 22. oktober havde Halsey afsendt to af sine hangarskibsgrupper til Ulithi for at få forsyninger og ammunition. Da Darter's kontaktrapport kom, tilbagekaldte Halsey Davisons gruppe, men lod viceadmiral McCain fortsætte med den stærkeste af Task Force 38s hangarskibsgrupper mod Ulithi. Halsey endte med at tilbagekalde McCain den 24. oktober, men forsinkelsen betød, at den kraftigste amerikanske hangarskibsflåde ikke spillede den store rolle i det følgende slag, samt at 3. flåde var uden næsten 40% af sin styrke i luften under det meste af slaget. Om morgenen den 24. oktober var der kun tre grupper til rådighed til at angribe Kuritas styrke, og den bedst placerede — Bogans Task Group 38.2 — var uheldigvis den svageste af grupperne, da den kun bestod af et stort hangarskib, USS Intrepid, og to mindre hangarskibe (undladelsen af at tilbagekalde McCain den 23. oktober betød også, at 3. flåde under slaget måtte undvære fire af dens seks svære krydsere).
Fly fra hangarskibene USS Intrepid og Cabot i Bogans gruppe angreb omkring kl. 10.30 og ramte slagskibene Nagato, Yamato, Musashi og beskadigede den tunge krydser Myōkō alvorligt. En anden bølge fra Intrepid, Essex og Lexington angreb senere med VB-15 Helldivers og VF-15 Hellcats fra Essex og ramte Musashi yderligere 10 gange. Mens det sejlede tilbage, ramte en tredje bølge fra Enterprise og Franklin det med 11 bomber og 8 torpedoer.
Kurita vendte sin flåde for at nå uden for rækkevidde af flyene og passerede det sårede Musashi undervejs. Han ventede indtil kl. 17.15, inden han vendte om igen for at stævne mod San Bernardino strædet — Musashi kæntrede og sank omkring kl. 19.30.
I mellemtiden havde viceadmiral Takijirō Ōnishi sendt tre bølger af fly fra sin første luftflåde på Luzon mod hangarskibene i kontreadmiral Shermans Task Group 38.3 (hvis fly også blev brugt til at angribe flyvepladser på Luzon for at forebygge mod japanske landbaserede flyangreb mod allierede skibe i Leyte Gulf). Hver af Ōnishis angrebsbølger bestod af 50-60 fly.
De fleste af de angribende japanske fly blev opfanget og skudt ned eller drevet bort af Hellcats fra Shermans "combat air patrol" først og fremmest af to jagergrupper fra Essex under kommando af David McCampbell (som selv fik æren for at have skudt hele ni af de angribende fly ned). Et enkelt japanske fly (en Yokosuka D4Y Judy) slap gennem forsvaret, og kl. 9.38 ramte det mindre hangarskib Princeton med en 250 kg panserbrydende bombe, som forårsagede en alvorlig brand i Princetons hangar. Dens sprinklersystem fungerede ikke, og ilden spredtes hurtigt. En række eksplosioner fulgte. Branden blev gradvist bragt under kontrol, men kl. 15.23 var der en enorm eksplosion (formentlig skibets bombelager agter), som forårsagede yderligere tab om bord, men endnu større tab – over 300 – om bord på krydseren USS Birmingham som lå ved siden af Princeton for at hjælpe med slukningen. Birmingham blev beskadiget så alvorligt, at den måtte tages ud af operationen. Andre nærliggende skibe blev også beskadiget. Alle forsøg på at redde Princeton slog fejl, og den blev til sidst sænket med torpedoer fra det lette krydser USS Reno kl. 17.50.
I alt fløj den 3. flåde 259 afgange mod Den centrale styrke, fortrinsvis med Hellcats, den 24. oktober. Denne størrelse angreb var langt fra tilstrækkelig til at neutralisere truslen fra Kurita. Det står over for de 527 afgange, som 3. flåde fløj mod den langt svagere nordlige styrke den følgende dag. Men en stor del af angrebet i Sibuyanhavet var rettet mod et enkelt skib Musashi. Dette store slagskib blev sænket og krydseren Myōkō beskadiget, men alle de øvrige skibe i Kuritas var fortsat klar til kamp og i stand til at fortsætte.
Som følge af den store beslutning, som nu blev taget af admiral Halsey, kunne Kurita fortsætte gennem San Bernardino strædet i løbet af natten og gøre en uventet og dramatisk entre ud for Samar den følgende morgen.

## Task Force 34 – San Bernardino Strædet
Efter at Den sydlige og Centrale japanske styrke var blevet opdaget, men før Ozawas hangarskibe var blevet lokaliseret, forberedte Halsey og hans stab i 3. Flåde om bord på slagskibet New Jersey en beredskabsplan for, hvordan man kunne reagere på truslen fra Kuritas centrale styrke. Tanken var at dække San Bernardino strædet med en kraftig flåde af hurtige slagskibe støttet af to af 3. Flådes hurtige hangarskibsgrupper. Slagskibsstyrken skulle kaldes Task Force 34 og bestå af 4 slagskibe, 5 krydsere og 14 destroyere under kommando af viceadmiral Willis A. Lee. Kontreadmiral Ralph E. Davison fra Task Group 38.4 skulle have den overordnede kommando over de støttende hangarskibsgrupper.
Klokken 15.12 den 24. oktober afsendte Halsey et radiotelegram til sine underordnede task group chefer med detaljer om denne beredskabsplan:
| Citat          | BATDIV 7 MIAMI, VINCENNES, BILOXI, DESRON 52 LESS STEVEN POTTER, FROM TG 38.2 AND WASHINGTON, ALABAMA, WICHITA, NEW ORLEANS, DESDIV 100, PATTERSON, BAGLEY FROM TG 38.4 WILL BE FORMED AS TASK FORCE 34 UNDER VICE ADMIRAL LEE, COMMANDER BATTLE LINE. TF 34 TO ENGAGE DECISIVELY AT LONG RANGES. CTG 38.4 CONDUCT CARRIERS OF TG 38.2 AND TG 38.4 CLEAR OF SURFACE FIGHTING. INSTRUCTIONS FOR TG 38.3 AND TG 38.1 LATER. HALSEY, OTC IN NEW JERSEY. | Citat |
| Morison (1956) | |       |

Halsey sendte kopier af denne meddelelse til admiral Nimitz i hovedkvarteret for Stillehavsflåden og til admiral King i Washington, men ikke til admiral Kincaid (7. Flåde). Meddelelsen blev dog alligevel opsnappet af 7. flåde, da det var normalt, at admiraler gav deres radiofolk besked på at nedskrive alle de meddelelser, de opdagede, uanset om de var tiltænkt dem eller ej. Da Halsey ville bruge Task Force 34 som en beredskabsstyrke, der skulle opstilles og afsendes efter nærmere ordre, skrev han "will be formed" (etableres), mente han en gang i fremtiden, men han undlod at sige, hvornår Task Force 34 ville blive etableret eller under hvilke omstændigheder. Denne undladelse fik admiral Kinkaid i 7. Flåde til at tro, at Halsey talte i bydeform, ikke i fremtid, og han konkluderede, at Task Force 34 var blevet etableret og ville lægge sig ud for San Bernardino Strædet. Admiral Nimitz i Pearl Harbor nåede frem til præcis den samme konklusion. Halsey udsendte en 2. meddelelse kl. 17.10, hvori han præciserede sine hensigter m.h.t. Task Force 34:
| Citat             | IF THE ENEMY SORTIES (THROUGH SAN BERNADINO STRAIT) TF 34 WILL BE FORMED WHEN DIRECTED BY ME. | Citat |
| T.J. Cutler(1994) |                                                                                               |       |

Uheldigvis udsendte Halsey ikke denne 2. meddelelse som radiotelegram, men over en radiotelefon, så den blev ikke opsnappet af 7. Flåde, og Halsey fulgte den ikke op med et telegram til Nimitz eller King. Den alvorlige misforståelse, som blev forårsaget af Halseys flertydige udformning af sin første meddelelse, samt at han undlod at meddele Nimitz, King, eller Kincaid sin 2. præciserende meddelelse, fik stor indflydelse på slagets senere forløb.

## Halseys beslutning (24. oktober)
Det lykkedes ikke 3. Flådes fly at lokalisere Ozawas Nordlige (aflednings) styrke før kl. 16.40 den 24. oktober. Det skyldes primært, at 3. Flåde havde været optaget af at angribe Kurita og forsvare sig mod de japanske luftangreb fra Luzon. Så netop den styrke, som japanerne havde ønsket at amerikanerne skulle opdage, var den eneste styrke, som amerikanerne ikke havde været i stand til at opspore. Om aftenen den 24. oktober opsnappede Ozawa en fejlagtig amerikansk meddelelse, som beskrev Kuritas tilbagetrækning, og han begyndte derfor selv at trække sig tilbage. Kl. 20.00 beordrede Soemu Toyoda imidlertid alle sine styrker til at angribe, "i tillid til guddommelig bistand". I forsøget på at tiltrække 3. Flådes opmærksomhed til sin afledningsstyrke skiftede Ozawa igen kurs og sejlede sydpå mod Leyte.
Halsey var overbevist om, at Den nordlige styrke var den største japanske trussel, og han var fast besluttet til at gribe det, han så som en enestående mulighed for at ødelægge Japans resterende hangarskibe. Da han troede, at Den centrale styrke var neutraliseret ved 3. Flådes luftangreb tidligere på dagen i Sibuyanhavet, og at resterne var på vej væk, sendte Halsey følgende meddelelse til Nimitz og Kinkaid:
| Citat          | CENTRAL FORCE HEAVILY DAMAGED ACCORDING TO STRIKE REPORTS. AM PROCEEDING NORTH WITH THREE GROUPS TO ATTACK CARRIER FORCES AT DAWN | Citat |
| Morison (1956) | |       |

Ordene "with three groups" (med tre grupper) viste sig at være vildledende i farlig grad. I lyset af den tidligere meddelelse antog admiral Kinkaid og hans stab, og det samme gjorde Nimitz på Hawaii, at Task Force 34 nu var blevet etableret som en selvstændig enhed. De antog, at Halsey efterlod denne kraftige overfladestyrke til at bevogte San Bernardino Strædet og dække 7. Flådes nordlige flanke, mens han sendte sine tre hangarskibsgrupper nordpå i forfølgelse af de japanske hangarskibe. Men Task Force 34 var ikke blevet udskilt fra hans andre styrker, og Lees slagskibe var på vej nordpå sammen med 3. Flådes hangarskibe. Halsey havde bevidst efterladt San Bernardino Strædet fuldstændig ubevogtet. Som Woodward skrev: "Alt blev fjernet fra San Bernardino Strædet. Ikke så meget som en destroyer blev efterladt som vagt".
Halsey og hans stabsofficerer ignorerede oplysninger fra et rekognosceringsfly fra det mindre hangarskib USS Independence om, at Kuritas kraftige overfladestyrke var vendt om og var på vej tilbage til San Bernardino Strædet, og at var navigationslysene i strædet igen tændt efter en lang mørkelægning . Da kontreadmiral Gerald F. Bogan, lederen af TG 38.2, fremsendte denne oplysning til Halseys flagskib, blev han affærdiget af en stabsofficer, som kort svarede: "Ja, ja, det ved vi godt". Viceadmiral Lee, som korrekt havde udledt, at Ozawas styrke var en afledning og antydede dette i en meddelelse, som blev morset ved hjælp af en lanterne til Halseys flagskib, blev tilsvarende afvist. Commodore Arleigh Burke og kommandør James Flatley i viceadmiral Marc Mitschers stab var nået til den samme konklusion. De var tilstrækkelig bekymrede over situationen til at vække Mitscher, som spurgte "Har admiral Halsey den rapport?" Da han fik at vide, at det havde Halsey, kommenterede Mitscher, som kendte Halseys temperament: "Hvis han ønsker mit råd, vil han spørge om det" og lagde sig til at sove igen.
Hele 3. Flådes styrke – ca. 65 skibe, som udgjorde den kraftigste flådestyrke på Jorden – fortsatte med at sejle nordpå, væk fra San Bernardino Strædet.

## Slaget i Surigaostrædet (25. Oktober)
Nishimuras sydlige styrke bestod af slagskibene Yamashiro og Fusō, den svære krydser Mogami og fire destroyere. De blev angrebet af bombefly den 24. oktober, men fik kun mindre skader.
På grund af den absolutte radiostilhed, som var pålagt de centrale og sydlige styrker, var Nishimura ikke i stand til at synkronisere sine bevægelser med Shima og Kurita. Da han løb ind i det smalle Surigao Stræde kl. 2.00, var Shima 25 sømil (46 km) efter ham, og Kurita var stadig i Sibuyanhavet, adskillige timer fra strandene ved Leyte.
Da Den sydlige styrke nærmede sig Surigao strædet, løb den ind i en fælde, som var opsat af 7. Flådes støttestyrke. Kontreadmiral Jesse Oldendorf havde en betydelig styrke. Der var seks slagskibe: USS West Virginia, Maryland, Mississippi, Tennessee, California og Pennsylvania, som alle bortset fra Mississippi var blevet sænket eller beskadiget under angrebet på Pearl Harbor og siden repareret. Der var 6 og 8 tommers kanonerne på de fire svære krydsere USS Louisville (Flagskib), Portland, Minneapolis og HMAS Shropshire og fire lette krydsere USS Denver, Columbia, Phoenix og Boise. Der var de mindre kanoner og torpedoer på 28 destroyere og 39 motortorpedobåde. For at passere gennem indsnævringen og nå invasionsflåden måtte Nishimura løbe spidsrod mellem torpedoer fra patruljebådene efterfulgt af det store antal destroyere og derpå rykke frem under massiv og koncentreret beskydning fra de seks slagskibe og deres otte flankerende krydsere, som var placeret ved udmundingen af strædet.
Klokken 22.36 fik en af motortorpedobådene, PT-131, den første kontakt med de japanske skibe. I over 3½ time gennemførte torpedobådene gentagne angreb på Nishimuras styrke. De fik ingen torpedotræffere, men sendte kontaktrapporter, som var til nytte for Oldendorf og hans styrke.
Da Nishimuras skibe løb ind i Surigao Strædet, blev de udsat for ødelæggende torpedoangreb fra de amerikanske destroyere, som var placeret på begge sider af deres sejlretning. Omkring kl. 3.00 blev begge de japanske slagskibe ramt af torpedoer. Yamashiro kunne fortsætte, men Fusō eksploderede og blev delt i to. To af Nishimuras fire destroyere blev sænket, en anden, Asagumo, blev ramt, men kunne trække sig tilbage inden den senere sank.
Klokken 03.16 opfangede radaren på USS West Virginia de overlevende skibe på en afstand af 38 km og havde dem på sigtekornet på en afstand af 27 km. West Virginia fulgte dem, mens de nærmede sig i den mørke nat. Klokken 3.53 affyrede den de otte 16 tommer kanoner i hendes hovedbatteri og ramte Yamashiro med den første salve på 20 km afstand. Det fortsatte med at afskyde i alt 93 granater. Klokken 3.55 fulgte California og Tennessee og afskød hver især 69 og 63 14-tommers granater. Et radarstyret ildledningssystem gjorde det muligt for de amerikanske slagskibe at ramme mål fra en afstand, hvor de japanske skibe, som havde ringere ildledningssystemer, ikke kunne besvare ilden.
De andre tre amerikanske slagskibe, som havde knap så avanceret radar, havde svært ved at finde afstanden. Det lykkedes til sidst for Maryland at finde en visuel afstand ved at observere nedslagene fra de øvrige slagskibes granater, og det affyrede herefter 48 16-tommers granater. Pennsylvania kunne ikke finde et mål, og dens kanoner forblev tavse.
Mississippi fandt først afstanden ved afslutningen på slaget og affyrede derefter kun en enkelt salve med 12 14-tommer granater. Det var den sidste salve, der nogensinde blev affyret fra et slagskib mod et andet, og det betød enden på en æra i søfartshistorien.
Yamashiro og Mogami blev beskadiget med en kombination af 16 og 14 tommers panserbrydende granater foruden beskydningen fra Oldendorfs krydsere. Den japanske destroyer Shigure vendte om og flygtede, men mistede styringen og stoppede. Yamashiro sank omkring kl. 4.20 med Nishimura om bord. Mogami og Shigure trak sig tilbage sydpå gennem strædet.
Bagtroppen af Den sydlige styrke, den "Anden angrebsstyrke" under kommando af viceadmiral Shima, havde nærmet sig Surigaostrædet omkring 65 km efter Nishimura. Den kom også under angreb fra torpedobåde, og en af dem ramte den lette krydser Abukuma med en torpedo, som beskadigede den og fik den til at falde ud af formationen. Shimas to svære krydsere Nachiog Ashigara og 8 destroyere mødte herefter resterne af Nishimuras styrke. Da han så, hvad han troede var vraget af begge Nishimuras slagskibe (det var i stedet de to halvdele af Fusō), gav han ordre til tilbagetog. Hans slagskib Nachi kolliderede med Mogami og oversvømmede Mogami's styrerum, hvilket fik den til at falde bagud ved tilbagetrækningen. Det blev sænket af fly den følgende morgen. Den forreste halvdel af Fusō blev sænket med granater fra Louisville og agterskibet sank ud for Kanihaan øen. Af Nishimuras syv skibe overlevede kun Shigure. Shimas skibe overlevede slaget, men de blev sænket i senere kampe omkring Leyte.
Slaget i Surigaostrædet var historiens sidste slag, hvor slagskibe kæmpede mod slagskibe. Det var også det sidste slag for en styrke (i dette tilfælde amerikanerne) kunne krydse T-et overfor modstanderen. Da slaget mellem slagskibene begyndte, var den japanske linje temmelig vakkelvorn og bestod kun af et enkelt slagskib (Yamashiro), en svær krydser og en destroyer, så krydsningen af T-et havde ikke den store effekt på slagets resultat.

## Slaget ved Samar (25. oktober)

### Optakt
Halseys beslutning om at medtage alle til rådighed stående skibe i 3. Flåde i forfølgelsen nordpå af de japanske hangarskibe, havde efterladt San Bernardino Strædet fuldstændig ubevogtet.
Det blev generelt antaget af de overordnede officerer i 7. Flåde, herunder Kinkaid og hans stab, at Halsey medbragte sine tre hangarskibsgrupper i jagten på hangarskibene, men havde efterladt slagskibene i Task Force 34, så de beskyttede San Bernardino Strædet mod den japanske centrale styrke. Imidlertid havde Halsey endnu ikke dannet Task Force 34, og alle Willis Lees 6 slagskibe var på vej nordpå med hangarskibene, og det samme var alle krydsere og destroyere i 3. Flåde.
Kuritas centrale styrke kom derfor uantastet ud af San Bernardino Strædet kl. 3.00 den 25. oktober og sejlede sydpå langs kysten af Samar. I vejen stod kun 7. flådes tre eskortehangarskibs enheder med kaldenavnene 'Taffy' 1, 2, og 3, med i alt 16 små, meget langsomme og let pansrede eskortehangarskibe og deres afskærmning i let bevæbnede og fuldstændig upansrede destroyere og eskortedestroyere. Trods tabene i Palawan Passagen og kampene i Sibuyanhavet var den japanske centrale styrke stadig særdeles kraftig og bestod af fire slagskibe (heriblandt giganten Yamato), seks svære krydsere, to lette krydsere og et dusin destroyere. Med undtagelse af Task Force 34 (som endnu ikke var blevet etableret) var dette formentlig den stærkeste overfladestyrke i verden, selv om den nok nogenlunde kunne sammenlignes i styrke med Oldendorfs ildstøttegruppe i 7. Flåde. Yamato — det største og stærkeste slagskib, som nogensinde blev bygget – vejede alene lige så meget som alle Taffy 3s skibe tilsammen.

### Slaget
Kuritas styrker overraskede fuldstændigt kontreadmiral Clifton Spragues Task Unit 77.4.3 ('Taffy 3'). Sprague gav sine hangarskibe ordre til at starte sine fly og derpå søge ly i en regnsky mod øst. Han gav sine destroyere og eskortedestroyere ordre til at udlægge røgslør for at skjule hangarskibenes tilbagetrækning.
Kurita, som ikke vidste, at Ozawas afledningsplan var lykkedes, antog, at han havde fundet en hangarskibsgruppe fra Halseys 3. Flåde. Efter netop at have opstillet sine skibe i antiluftskytsformation vanskeliggjorde han tingene yderligere ved at beordre et "generalangreb", hvilket betød, at hans flåde skulle dele sig op i divisioner og angribe uafhængigt.
Destroyeren USS Johnston var tættest på fjenden. På eget initiativ styrede kommandørløjtnant Ernest E. Evans sit håbløst underlegne skib mod fjenden og gik til angreb med fuld fart. Da han så dette, gav Sprague ordre til resten af Taffy 3s afskærmning om at slutte sig til angrebet. Taffy 3s to andre destroyere USS Hoel og USS Heermann samt eskortedestroyeren USS Samuel B. Roberts angreb med selvmorderisk beslutsomhed, tiltrak sig ilden og splittede den japanske formation, da skibene undveg for at undgå deres torpedoer.
I mellemtiden gav Thomas Sprague de 16 hangarskbie i hans tre task units ordre om at afsende deres fly med de våben, som måtte være til rådighed, selv om det kun var maskingeværer eller dybdebomber. Han havde i alt 450 fly til rådighed, fortrinsvis FM-2 Wildcat og TBM Avenger torpedo-bombefly. Modangrebene fra luften fortsatte stort set uden ophør, og nogle, især angrebene som blev fløjet fra Stumps task unit 77.4.2, var forholdsvis kraftige.
Hangarskibene i Taffy 3 drejede mod syd og trak sig tilbage gennem granatbeskydningen. USS Gambier Bay, som lå bagest i den amerikanske formation, blev sænket, mens de fleste andre hangarskibe blev beskadiget.

### Admiral Kurita trækker sig tilbage
Voldsomheden i forsvaret bekræftede den japanske antagelse om, at de var i kamp med store flådeenheder, og ikke blot eskortehangarskibe og destroyere. Forvirringen som følge af ordren og generalangreb blev yderligere forøget med luft- og torpedoangrebene, og Kuritas flagskib Yamato blev tvunget til at dreje mod nord for at undgå torpedoer og mistede kontakten med slaget. Kurita afbrød brat slaget og gav ordren 'alle skibe, min kurs nord, hastighed 20', tilsyneladende for at omgruppere sin uorganiserede flåde. Da han igen vendte kursen mod Leyte Gulf, fik Kurita ifølge rapport om slaget en besked, som indikerede, at en gruppe amerikanske hangarskibe var på vej nord for ham. Da han foretrak at bruge sin flåde mod store enheder frem for transportskibe, optog Kurita forfølgelsen og mistede dermed muligheden for at ødelægge skibene i Leyte Gulf. Da det ikke lykkedes for ham at afskære de ikkeeksisterende hangarskibe, trak Kurita sig til sidst tilbage i retning af San Bernardino Strædet. Tre af hans svære krydsere var blevet sænket, og den beslutsomme modstand havde overbevist ham om, at en fortsættelse af hans angreb kun ville koste yderligere japanske tab. Kurita var også påvirket af, at han ikke vidste, at Ozawa havde lokket Halsey væk fra Leyte Gulf. Kurita forblev overbevist om, at han havde været i kamp med dele af 3. Flåde, og at det kunne ville være et spørgsmål om tid, inden Halsey omringede og udslettede ham. Kontreadmiral Clifton Sprague skrev til sin kollega Aubrey Fitch efter krigen, "Jeg ... udtalte [til admiral Nimitz] at hovedårsagen til, at de drejede nordpå var, at de fik for mange skader til at fortsætte, og det mener jeg stadig, og kølig analyse vil til sidst bekræfte det." 
Det lykkedes for næsten hele hans overlevende styrke at undslippe. Halsey og 3. Flådes slagskibe ankom for sent til at afskære ham. Nagato, Haruna og Kongō var blevet alvorligt beskadiget af torpedoerne fra Taffy 3's eskortehangarskibe. Kurita havde begyndt slaget med fem slagskibe. Ved tilbagekomsten var kun Yamato klar til kamp.
Mens den desperate kamp på havet nåede sin afslutning, indsatte viceadmiral Takijirō Ōnishi sin 'Særlige angrebsstyrke', som iværksatte kamikaze mod de allierede skibe i Leyte Gulf og eskortehangarskibene ud for Samar. Eskortehangarskibet USS St. Lo fra Taffy 3 blev ramt af et kamikazefly og sank senere.

### Tab
To eskortehangarskibe, destroyerne Hoel og Johnston samt fregatten Samuel B. Roberts blev sænket, og fire andre amerikanske skibe blev beskadiget. Destroyeren Heermann havde kun seks døde blandt besætningen, da slaget var ovre, trods dens ulige kamp mod fjenden.
Over 1.000 søfolk og dækspersonel på eskortehangarskibene blev dræbt. Som følge af kommunikationsfejl og andre fejl blev et meget stort antal overlevende fra Taffy 3 først reddet adskillige dage senere, og mange døde ganske unødvendigt som følge heraf.

## Slaget ved Kap Engano (25. – 26. oktober)
Ozawas nordlige styrke bestod af fire hangarskibe, Zuikaku — den sidste overlevende af de seks hangarskibe, som gennemførte angrebet mod Pearl Harbor i 1941 — de mindre hangarskibe Zuihō, Chitose og Chiyoda, to slagskibe fra 1. Verdenskrig, som delvis var ombygget til hangarskibe Hyūga og Ise — de to bagerste kanontårne var blevet erstattet med en hargar, flyvedæk og katapult, men ingen af slagskibene havde fly om bord i dette slag), tre lette krydsere (Ōyodo, Tama og Isuzu) og 9 destroyere. Hans styrke havde kun 108 fly.
Ozawas styrke blev ikke opdaget før kl. 16.40 den 24. oktober, fortrinsvis fordi Shermans Task Group 38.3, som var den nordligste af Halseys grupper med ansvar for afsøgning af denne sektor, havde været for involveret i at angribe Kurita og forsvare sig selv mod luftangreb fra Luzon. Om aftenen den 24. oktober opsnappede Ozawa et amerikansk signal, som beskrev Kuritas tilbagetrækning. Han begyndte derfor også at trække sin styrke tilbage, men kl. 20.00 beordrede Soemu Toyoda alle styrker til at angribe, 'i forventning om guddommelig bistand. Ozawa satte derfor igen kursen mod syd mod 3. Flåde.
Halsey var overbevist om, at Den nordlige styrke var den største trussel og var fast besluttet på at gribe, hvad han så som en næsten perfekt mulighed for at ødelægge den japanske hangarskibsstyrke. Da han troede, at Den centrale japanske styrke var blevet neutraliseret af 3. Flådes luftangreb den 24. oktober i slaget i Sibuyanhavet, og at resterne var på tilbagetog til Brunei, sendte Halsey meddelelsen "Den centrale styrke stærkt beskadiget ifølge angrebsrapporter. Fortsætter nordpå med tre grupper for at angribe hangarskibsstyrker ved daggry."
Styrken som Halsey førte nordpå – tre grupper af Mitschers Task Force 38 — var overvældende meget stærkere end Den nordlige japanske styrke. Mellem sig havde disse grupper fem store hangarskibe (Intrepid, Franklin, Lexington, Enterprise og Essex), fem mindre hangarskibe (Independence, Belleau Wood, Langley, Cabot og San Jacinto), seks slagskibe (Alabama, Iowa, Massachusetts, New Jersey, South Dakota, og Washington), otte krydsere (to svære og seks lette) samt over 40 destroyere. Hangarskibsgrupperne havde 600-1.000 fly om bord.
Klokken 2.40 den 25. oktober afsendte Halsey Task Force 34, som var centreret omkring 3. Flådes seks slagskibe og under kommando af viceadmiral Willis A. Lee. Ved daggry var skibene i Task Force 34 sejlet ud foran hangarskibsgrupperne. Halsey havde til hensigt at lade Mitscher foretaget luftangreb fulgt af kraftig beskydning fra Lees slagskibe.
Ved daggry den 25. oktober opsendte Ozawa 75 fly, som skulle angribe 3. Flåde. Hovedparten blev skudt ned af amerikanske patruljer, og de amerikanske skibe fik ingen skader. Nogle få japanske fly overlevede og fløj til baser i land på Luzon.
I løbet af natten havde Halsey overgivet den taktiske ledelse af Task Force 38 til admiral Mitscher, som gav de amerikanske hangarskibsgrupper ordre på at opsende deres første angrebsbølge med 180 fly ved daggry – inden Den nordlige styrke var blevet stedfæstet. Da eftersøgningsfly fik kontakt kl. 7.10, kredsede denne angrebsfølge foran hangarskibene. Da angrebet startede kl. 8.00, ødelagde jagereskorten Ozawas ’’Combat Air Patrol’’ på omkring 30 fly. De amerikanske angreb fortsatte indtil om aftenen. På det tidspunkt havde Task Force 38 fløjet 527 starter mod Den nordlige styrke og havde sænket Zuikaku, Chitose og Zuihō samt destroyeren Akitsuki. Det mindre hangarskib Chiyoda og krydseren Tama var stærkt beskadigede. Ozawa overførte kommandoen til den lette krydser Ōyodo.

### Krisen – den 7. flådes nødråb
Kort efter kl. 8.00 begyndte der at komme desperate anmodninger om hjælp fra 7. Flåde. En fra Kinkaid blev sendt i klar tekst og lød: "Min situation er kritisk. Hurtige slagskibe og støtte fra luften kan måske afholde fjenden fra at ødelægge hangarskibe og trænge ind i Leyte". Halsey mindedes i sine erindringer, at han blev chokeret over denne meddelelse og huskede, at radiosignalerne fra 7. Flåde var kommet tilfældigt og ude af sekvens på grund af kø i signalrummet. De lader til, at han ikke fik denne yderst vigtige meddelelse fra Kinkaid før omkring kl. 10.00. Halsey hævdede senere, at han vidste, at Kinkaid var i vanskeligheder, men havde ikke drømt om, hvor alvorlig denne krise var.
Et af de mest alarmerende signaler fra Kinkaid meddelte, at efter deres indsats i Surigao strædet var ammunitionsbeholdningen i 7. Flådes slagskibe faretruende lav. Selv dette fik ikke Halsey til straks at sende hjælp til 7. Flåde. Rent faktisk var 7. Flådes ammunitionsbeholdning ikke så lav, som Kinkaids signal antydede, men det vidste Halsey ikke.
5.000 km borte i Pearl Harbor havde admiral Nimitz fulgt de desperate nødråb fra Taffy 3 og havde sendt Halsey en kortfattet meddelelse: "TURKEY TROTS TO WATER GG FROM CINCPAC ACTION COM THIRD FLEET INFO COMINCH CTF SEVENTY-SEVEN X WHERE IS RPT WHERE IS TASK FORCE THIRTY FOUR RR THE WORLD WONDERS" De første fire ord og de tre sidste var "padding", som blev brugt for at forvirre fjendtlig aflytning (begyndelsen og afslutningen på den egentlige meddelelse blev markeret med dobbelte konsonanter). Signalstaben på Halseys flagskib havde korrekt fjernet den første padding, men havde glemt at fjerne de sidste ord i meddelelsen, som blev overgivet til Halsey. De sidste tre ord, som formentlig var valgt af en signalofficer ved Nimitz' hovedkvarter, kan have været tænkt som et løsrevet citat fra Tennysons digt om Den lette brigades angreb, hvilket kunne tænkes, da den 25. oktober, var 90 årsdagen for slaget ved Balaklava – og var ikke tænkt som en kommentar til den aktuelle krise ud for Leyte.
Da Halsey læste meddelelse troede han imidlertid, at de sidste tre ord —‘THE WORLD WONDERS’ (verden undrer sig) — var en bidende kritik fra Nimitz, smed sin hat på dækket og brød ud i "hulken af raseri". Kontreadmiral Robert Carney, hans stabschef, tog fat i han og sagde: "Hold op! Hvad helvede er der i vejen med Dem? Tag Dem sammen."
Til sidst kl. 11.15, over to timer efter at de første nødråb var blevet modtaget fra 7. Flåde af hans flagskib, gav Halsey Task Force 34 ordre til at vende om og sejle mod Samar. Nu var Lees slagskibe næsten indenfor skudvidde af Ozawas styrke. Herefter blev der brugt 2½ time på at optanke Task Force 34s ledsagende destroyere.
Efter denne bizarre række forsinkelser var det for sent for Task Force 34 at yde nogen form for praktisk hjælp til 7. Flåde, udover at hjælpe med at opsamle de overlevende fra Taffy 3, og for sent at afskære Kuritas styrke inden den undslap gennem San Bernardino Strædet.
Alligevel dannede Halsey kl. 16.22 i et desperat og endnu mere forsinket forsøg på at gribe ind i begivenhederne ud for Samar, en ny Task Group (TG 34.5) under kontreadmiral Badger, med de to hurtigste slagskibe i 3. Flåde Iowa og New Jersey – skibe som kunne sejle med over 32 knob – og Task Force 34's tre krydsere og 8 destroyere, og haste sydpå med dem, mens Lee og de øvrige fire slagskibe måtte følge efter. Som Morison bemærker: "Hvis Badgers styrke havde haft held til at afskære Den centrale japanske styrke, ville den have været alvorligt underlegen i forhold til de japanske slagskibe.
Krydsere og destroyere fra Task Group 34.5 stødte imidlertid på og sænkede destroyeren Nowaki, som var den sidste efternøler af Den centrale styrke ud for San Bernardino Strædet.

### Slaget ved Kap Engano – sidste handlinger
Da Halsey sendte Task Force 34 sydpå kl. 11.15, udskilte han en gruppe med fire af dens krydsere og ni af dens destroyere under kontreadmiral DuBose og tildelte den til Task Force 38. Klokken 14.15 gav Mitscher DuBose ordre til at forfølge resterne af Den nordlige japanske styrke. Hans krydsere sænkede det mindre hangarskib Chiyoda omkring kl. 17.00, og kl. 20.59 sænkede hans skibe destroyeren Hatsuzuki efter en meget indædt kamp.
Da admiral Ozawa hørte om indsættelsen af DuBoses forholdsvis svage eskadre, beordrede han slagskibene Ise og Hyūga til at sætte kursen sydpå og angribe den; men det lykkedes dem ikke at lokalisere DuBoses eskadre, som de var langt overlegen. Halseys tilbagekaldelse af alle seks af Lees slagskibe i umulige og forsinkede forsøg på at hjælpe 7. Flåde havde nu efterladt Task Force 38 sårbar overfor modangreb med overfladeskibe fra Den nordlige styrke, der var tænkt som en afledning.
Omkring kl. 23.10 torpederede og sænkede den amerikanske ubåd USS Jallao den lette krydser Tama fra Ozawas styrke. Det var sidste akt i slaget ved Kap Engano, og bortset fra nogle luftangreb mod de japanske styrker den 26. oktober – afslutningen på slaget om Leyte Gulf.

## Kritik af Halsey
Halsey fik kritik for sin beslutning om at tage Task Force 34 med nordpå ved forfølgelsen af Ozawa og for at undlade at afsende den, da Kinkaid første gang bad om hjælp. I den amerikanske flåde kaldes Halseys forfølgelse for 'Bull's Run', en betegnelse, som kombinerer Halseys øgenavn i aviserne "Bull" (i flåden kaldte man ham 'Bill' Halsey) med en hentydning til Slaget ved Bull Run i den Amerikanske borgerkrig.
I sin rapport efter slaget forklarede Halsey sin beslutning:
| Citat | Mine hangarskibsflys eftersøgning afslørede tilstedeværelsen af Den nordlige hangarskibsstyrke om eftermiddagen den 24. oktober, hvilket fuldendte billedet af alle fjendtlige flådestyrker. Da det forekom mig barnligt ubevægeligt at bevogte San Bernardino Strædet, samlede jeg TF 38 i løbet af natten og dampede nordpå for at angribe Den nordlige styrke ved daggry. Jeg troede, at Den centrale styrke var blevet beskadiget så alvorligt i Sibuyanhavet, at den ikke længere kunne anses for en alvorlig trussel mod 7. Flåde. | Citat |
|       | |       |

Halsey hævdede, at han havde frygtet, at ved at efterlade Task Force 34 i forsvar af strædet uden hangarskibsstyrke ville have efterladt den sårbar overfor angreb fra landbaserede fly, samtidig med at hvis han havde efterladt en af de hurtige hangarskibsgrupper som dækning, ville det i betydelig grad have svækket koncentrationen af flystyrker, der skulle ramme Ozawa.
Morison anfører imidlertid, at admiral Lee fortalte ham, at han ville have været helt parat til at dække San Bernardino strædet uden nogen form for støtte fra hangarskibe. Hertil kom, at hvis Halsey havde været i ordentlig kontakt med 7. Flåde, ville det have været muligt for eskortehangarskibene i Task Force 77 at give passende luftstøtte til Task Force 34 — en langt lettere sag end det ville være for disse eskortehangarskibe at forsvare sig mod angrebet fra Kuritas tunge skibe.
Det kan hævdes, at det faktum, at Halsey befandt sig om bord på et af slagskibene, og "ville have været nødt til at blive tilbage" med Task Force 34 (mens hovedparten af hans flåde hastede nordpå for at angribe de japanske hangarskibe) kan have bidraget til hans beslutning, men det er formentlig kun et mindre punkt. Det er blevet pointeret, at det ville have været gennemførligt (og logisk) at have sendt det ene eller begge 3. Flådes to hurtigste slagskibe (Iowa og/eller New Jersey) med hangarskibene ved forfølgelsen af Ozawa, mens resten blev efterladt ved San Bernardino Strædet (rent faktisk var det Halseys oprindelige mening, at Task Force 34 skulle indeholde fire og ikke alle seks af 3. Flådes slagskibe). Det ville således ikke have været umuligt at bevogte San Bernardino Strædet med en kraftig slagskibsstyrke, samtidig med at Halsey personligt fortsatte nordpå med New Jersey.
Formentlig var det en vigtigere årsag, at Halsey var principiel modstander af at dele sine styrker. Han troede stærkt på koncentration, som vist af hans skrifter, både før 2. Verdenskrig og i senere artikler og interviews, hvor han forsvarede sine handlinger. Desuden kan Halsey have været påvirket af kritikken mod admiral Spruance, som i brede kredse blev anset for at have været for forsigtig i Slaget i det Filippinske hav og dermed havde ladet hovedparten af den japanske flåde undslippe. Det forekommer også sandsynligt, at Halsey var påvirket af sin stabschef, kontreadmiral Robert "Mick" Carney, som også var helhjertet tilhænger af at sende hele 3. Flåde nordpå og angribe de japanske hangarskibe.
Halsey mente imidlertid fornuftigt årsager til sine handlingeri betragtning af de oplysninger han havde til rådighed.
- For det første troede han, at admiral Kuritas styrke var mere ødelagt end den var. Selv om det er blevet hævdet, at Halsey skulle have taget Kuritas fortsatte fremrykning som bevis på, at hans styrke stadig udgjorde en alvorlig trussel, kan dette synspunkt ikke anerkendes, da det var velkendt, at japanske militærfolk havde en tendens til at fortsætte håbløse selvmorderiske foretagender. Så efter Halseys vurdering var Kuritas svækkede styrker noget, 7. Flåde nok skulle kunne håndtere, og ikke noget der berettigede en opdeling af hans styrke.

- For det andet vidste hverken Halsey eller nogen anden i den amerikanske flåde, hvor slemt det stod til med flystyrkerne i den japanske flåde, og at Ozawas afledningsstyrke stort set var uden fly. Halsey foretog den forståelige og i hans øjne forsigtige vurdering, at Ozawas styrke fortsat var i stand til at iværksætte alvorlige angreb. Halsey forklarede senere sine handlinger ved at sige, at han ikke ønskede at blive "skytte bombet" af Ozawas styrke (en teknik hvorved fly kan lande, tanke og få ny ammunition på begge sider af en fjende og således angribe både på udvejen og på hjemvejen) eller at give dem en gratis mulighed mod de amerikanske styrker i Leyte Gulf.[5] Han var tydeligvis ikke i samme grad bekymret over at give Kuritas slagskibe og krydsere en gratis mulighed mod de samme styrker.

Den kendsgerning, at Halsey foretog en forsigtig trusselsvurdering af Ozawas hangarskibe og en anden modsat rettet af Kuritas slagskibe, afspejler formentlig hans forståelige fordom om, at hangarskibe var den største trussel i krigen. Ved Leyte Gulf indså Halsey ikke, at under visse omstændigheder kan slagskibe og krydsere stadig være særdeles farlige, og ironisk nok, på grund af at han selv undlod at meddele sine hensigter klart, lykkedes det ham at skabe disse omstændigheder.
Clifton Sprague, chefen for Task Unit 77.4.3 i slaget ved Samar, var senere yderst kritisk overfor Halseys beslutning, og hans undladelse af klart at informere Kinkaid og 7. Flåde om at deres nordlige flanke ikke længere var dækket:
| Citat | I fraværet af nogen som helst information om, at denne udgang [af San Bernardino Strædet] ikke længere var blokeret, var det logisk at antage, at vor norlige flanke ikke kunne afdækkes uden passende advarsel. | Citat |
|       | |       |

Vedrørende Halseys undladelse af at sende Task Force 34 sydpå da 7. Flådes første anmodninger om hjælp ud for Samar blev modtaget, skriver Morison:
| Citat | Hvis TF 34 var blevet afsendt nogle få timer senere, efter Kinkaids første hasteanmodninger om hjælp, og havde efterladt destroyerne tilbage, da deres optankning betød en forsinkelse på over 2½ time, ville en kraftig slaglinje af seks moderne slagskibe, under ledelse af admiral Lee, den mest erfarne leder af en slagskibseskadre i flåden, være ankommet ud for San Bernardino Strædet i tide til at have stødt sammen med Kuritas centrale styrke … Når man ser bort fra de uheld, som er almindelige i søkrig, er der god grund til antage, at Lee ville have "krydset T'et" og afsluttet ødelæggelsen af Den centrale styrke. | Citat |
|       | |       |

I stedet, som Morison også bemærker:
| Citat                       | Den store ildkraft i 3. Flådes slaglinje, større end hele den japanske flåde, blev aldrig taget i brug, kun til at gøre det af med en eller to beskadigede lette skibe. | Citat |
| Morison (1956), pp. 336–337 | |       |

Måske den mest sigende kommentar kom lakonisk fra viceadmiral Lee i hans rapport efter slaget som chef for Task Force 34:
| Citat                                                         | Task Force 34 led ingen skader og tilføjede heller ikke fjenden nogen. | Citat |
| Task Force 34 Action Report: 6 October 1944 – 3 November 1944 |                                                                        |       |

## Efterspil
Slaget om Leyte Gulf sikrede den 6. amerikanske armés brohoveder på Leyte mod angreb fra havet, men det krævede mange hårde kampe, inden øen var fuldstændigt på allierede hænder i slutningen af december 1944: Slaget om Leyte på land blev udkæmpet samtidig med slag i luften og på havet, hvori japanerne forstærkede og forsynede deres tropper på Leyte mens de allierede forsøgte at afskære dem og opnå herredømme på havet og i luften til en række amfibielandsætninger i Ormoc Bay — kampe som går under betegnelsen Slaget ved Ormoc Bay.
Den japanske flåde havde lidt sit største nederlag siden Meiji-restaurationen. Det fejlslagne forsøg på at fjerne de allierede invasionsstyrker fra Leyte betød uundgåeligt tabet af Filippinerne, hvilket igen betød at Japan ville blive så godt som afskåret fra sine besatte områder i Sydøstasien. Disse områder leverede ressourcer, som var af afgørende betydning for Japan: først og fremmest den olie som var nødvendig for skibe og fly, og dette problem blev forstærket af at skibsværfterne og kilderne til varer, såsom ammunition, lå i Japan selv. Endelig åbnede tabet af Leyte vejen for invasionen af Ryukyuøerne i 1945.
De store japanske overfladeskibe vendte tilbage til deres baser for blot at sygne hen, helt eller delvis inaktive i resten af krigen. Den eneste større operation, som disse skibe deltog i mellem Slaget om Leyte Gulf og den japanske overgivelse var i den katastrofale operation Ten-Go hvor slagskibet Yamato og dens eskorte blev ødelagt af amerikanske hangarskibsfly.
Den første anvendelse af kamikazefly fandt sted efter landgangen i Leyte. En kamikaze ramte den svære australske krydser HMAS Australia den 21. oktober. Organiserede selvmordsangreb udført af "Den særlige angrebsstyrke" begyndte den 25. oktober under afslutningen af slaget ved Samar, og førte til ødelæggelsen af eskorthangarskbiet USS St. Lo.
J.F.C. Fuller skrev i sin 'The Decisive Battles of the Western World' om resultatet af Leyte Gulf:
| Citat | Den japanske flåde var [i praksis] ophørt med at eksistere, og bortset fra landbaserede fly, havde deres modstandere vundet uantastet kontrol over havet. Da admiral Ozawa blev udspurgt efter krigen svarede han: 'Efter dette slag blev overfladeenhederne rene hjælpeskibe, så vi satte vor lid til landstyrker, særlige [Kamikaze] angreb og luftstyrker … overfladeskibene fik ikke tildelt opgaver, bortset fra nogle specialskibe'. Marineminister admiral Yonai sagde, at han indså at nederlaget ved Leyte 'betød tabet af Filippinerne.' Om den bredere betydning af slaget sagde han: 'Jeg følte, at det var afslutningen.' | Citat |
|       | |       |

## Audio/visuelle medier
- Lost Evidence of the Pacific: The Battle of Leyte Gulf. History Channel TV
- Dogfights: Death of the Japanese Navy. History Channel. TV
- Battle 360: Battle of Leyte Gulf. History Channel. TV
- Animated History of The Battle of Leyte Gulf Arkiveret 12. januar 2009 hos  Wayback Machine
- Victory At Sea: The Battle For Leyte Gulf, (1952). Episode 19 from a 26-episode film series about naval combat during World War II.

## Eksterne kilder
- United States Strategic Bombing Survey (Pacific) – Interrogations of Japanese Officials
- Battle Experience: Battle for Leyte Gulf [Cominch Secret Information Bulletin No. 22]
- Task Force 34 Action Report: 6 October 1944 – 3 November 1944 (VAdm Lee)
- Task Force 77 Action Report: Battle of Leyte Gulf (VAdm Kinkaid)
- "Turkey Trots to Water" Arkiveret 26. april 2006 hos  Wayback Machine — detailed description of the battle from battleship.org
- Orders of battle: Sibuyan Sea, Surigao Strait, Cape Engaño, Samar.
- The Australian contingent / sixtieth anniversary of the battle Arkiveret 29. januar 2008 hos  Wayback Machine
- 'Glorious Death: The Battle of Leyte Gulf' by Tim Lanzendörfer
- battle-of-leyte-gulf.com
- The Battle Off Samar — Taffy III at Leyte Gulf by Robert Jon Cox
- Leyte Gulf Naval Chess Game, a free, educational boardgame of the battle, to print off, assemble, and play – with historical commentary
- Return to the Philippines: public domain documents from ibiblio.org
- The Battle for Leyte Gulf Revisited Arkiveret 26. november 2005 hos  Wayback Machine by Irwin J. Kappes
- Japan's TA-Operation: A Blueprint for Disaster Arkiveret 5. december 2012 hos  hos Archive.is by Irwin J. Kappes
- 'Loss of the USS Princeton (CVL-23), 24 October 1944' – United States' Naval Historical Center Arkiveret 16. november 2009 hos  Wayback Machine

10°22′N 125°21′Ø / 10.37°N 125.35°Ø